# New Orleans Storm
El New Orleans Storm fue un equipo de fútbol de los Estados Unidos que jugó en la A-League, la desaparecida segunda división de fútbol del país.

## Historia
Fue fundado el 12 de marzo de 1993 en la ciudad de Nueva Orleans, Luisiana por Donnie Pate con el nombre New Orleans Riverboat Gamblers y jugaron su primer partido el 15 de mayo de 1993 ante el Birmingham Grasshoppers y ganaron la copa del sur en ese año.
En 1996 firma un convenio con el Dallas Burn de la Major League Soccer sirviendo como su equipo filial y a final del año pasa a la A-League luego de jugar en sus primeros tres años en la inestable USISL. En su primer año en la liga fue campeón de la división central, alcanzó la final divisional y jugó por primera vez en la US Open Cup donde fue eliminado en la tercera ronda.
En noviembre de 1997 el club es vendido a Rob Couhig, propietario de los New Orleans Zephyrs, equipo local del béisbol, y cambian su nombre a New Orleans Storm y adoptan los colores del equipo de béisbol.
El equipo cierra operaciones en febrero del 2000.

## Palmarés
- Southern Challenge Cup: 1

1993
- A-League División Central: 1

1996

## Temporadas
| Año  | División | Liga                | Temporada Regular          | Playoffs                 | US Open Cup  |
| ---- | -------- | ------------------- | -------------------------- | ------------------------ | ------------ |
| 1993 | N/A      | USISL (provisional) | 1º, Southern Challenge Cup | N/A                      | No participó |
| 1994 | 3        | USISL               | 2º, Midsouth               | Semifinal Divisional     | No participó |
| 1995 | 3        | USISL Pro League    | 5º, South Central          | No clasificó             | No clasificó |
| 1996 | 2        | USISL Select League | 3º, Central                | 1ª ronda                 | No clasificó |
| 1997 | 2        | USISL A-League      | 1º, Central                | Final Division           | 3ª Ronda     |
| 1998 | 2        | USISL A-League      | 4º, Central                | Semifinal de Conferencia | No clasificó |
| 1999 | 2        | USL A-League        | 3º, Central                | 1/4 de Conferencia       | No clasificó |

## Entrenadores
- Ken White (1993–1994)
- Mike Jeffries (1995–1998)
- Daryl Shore (1998)
- Danny Rebuck (1999)

## Clubes Afilaidos
- Dallas Burn (1997-1999)

## Estadios
- Pan American Stadium (1993-96)
- Tad Gormley Stadium (1996-97)
- Zephyr Field (1997-99)

## Jugadores

### Jugadores destacados
- Patrick Olalere